# Сироткин, Анатолий Петрович (председатель)
Анато́лий Петро́вич Сиро́ткин (Пустой шаблон {{ВД-Преамбула}} ) — советский хозяйственный, общественный и политический деятель.Член КПСС.
Избирался депутатом Верховного Совета СССР 9-го созыва и XXIV съезда КПСС.

## Биография
Родился 29 мая 1927 года в деревне Начар-Убеево Шемалаковской волости Батыревского уезда Автономной Чувашской ССР (с 5 октября деревня Красномайск, с 5 сентября 1927 года деревня входила в образованный Большебатыревский район). 
Окончил Чувашскую сельскохозяйственную школу.
В 1941—1959 гг. — колхозник, звеньевой, бригадир колхоза, заведующий избой-читальней, председатель колхоза в Батыревском районе Чувашской АССР.
В 1959—1964 гг. — партийный и советский работник в Канашском и Урмарском районах Чувашской АССР.
В 1964—1991 гг. — председатель колхоза «Ленинец» Батыревского района Чувашской АССР.
Жил в Чувашии.

## Награды
- Орден Ленина (1973, 1975)
- Орден Знак Почёта (1966)